# Óleo-resina de copaíba
O óleo-resina de copaíba é um óleo muito difundido no Brasil e pode ser encontrado à venda em quase todas as feiras livres, mercados populares, ervanários e farmácias de produtos naturais de todo o país. Ele  é utilizado na medicina popular como cicatrizante, antiinflamatório, no tratamento de bronquites e doenças de pele. Já na indústria é utilizado principalmente como fixador para perfumes e como solvente para tintas e vernizes.
O óleo-resina de copaíba é um exudato, constituído por ácidos resinosos e compostos voláteis, caracterizado por ser um líquido transparente de forte odor, cuja coloração varia do amarelo para marrom claro, com exceção do óleo da espécie Copaifera langsdorfii, que possui coloração avermelhada. É encontrado em canais secretores localizados em todas as partes da árvore, e possivelmente, o óleo é produto da desintoxicação do organismo vegetal e funciona como defesa da planta contra animais, fungos e bactérias.  

## Formas de obtenção
O óleo-resina de copaíba é obtido de diversas espécies de árvores do gênero Copaifera (Caesalpiniaceae, Leguminosae), onde é extraído, geralmente, por meio de incisões ou perfurações no caule. A extração do óleo se dá basicamente de três formas:
- Extração tradicional - É a extração realizada através de uma abertura do tronco da árvore realizada com machado, que praticamente inutiliza a planta e desperdiça grandes quantidades de óleo. A descrição de Le Conte (1927) sobre esse processo resume tudo: para extração emprega-se um processo grosseiro, que consiste em abrir a árvore com o machado até o seu âmago, e a árvore quando não morre, nunca mais fornece outra colheita.
- Extração total - É a obtenção do óleo a partir das grandes derrubadas, onde as árvores são abatidas e abertas para extração total de seu óleo, a madeira é vendida ou simplesmente queimada para dar lugar aos roçados.
- Extração racional - É a realizada com a utilização de um trado, com o qual se faz um pequeno orifício no tronco da árvore, buscando atingir o seu veio, vedando em seguida o canal de extração. Para obtenção do óleo, é inserido ao orifício no tronco um cano com uma mangueira que conduz o óleo a um recipiente. Após a produção, o pedaço de cano é vedado com uma rosca e permanece no tronco para facilitar futuras extrações.

## Composição química
Quimicamente, o óleo-resina de copaíba pode ser definido como uma solução de diterpenos ácidos em um óleo essencial constituído majoritariamente por sesquiterpenos. Atualmente mais de 70 sequisterpenos foram identificados nas diferentes espécies de copaíba. Do ponto de vista biológico, é um produto de excreção ou desintoxicação do organismo vegetal, e funciona como defesa da planta contra animais, fungos e bactérias..

## Propriedades Farmacológicas
Dentre as propriedades farmacológicas do óléo destacam-se as anti-inflamatórias, a qual foi atribuída ao β-cariofileno de sua composição, atividades larvicidas em Aedes aegypti, antitumorais  e anti-microbianas, além de das propriedades antinociceptiva e anti-leshmania onde o óleo resina produzido pela espécie C. multijuga se destaca.

## Utilização popular
O óleo de copaíba é usado para formulações anti-acne e ceras depilatórias para pele oleosa com propriedades antissépticas, que faz com que a dor seja aliviada de forma rápida. E usado também na cultura popular por tratar dores de garganta, para tal o mesmo é misturado com mel e limão, porém vale ressaltar que esta prática não tem quais quer avaliações científicas.

## Especificação do Óleo resina virgem de Copaíba
(Fonte)
| Característica             | Unidade | Apresentação |
| -------------------------- | ------- | --- |
| Aparência (25Cº)           | ----    | Líquido com baixa viscocidade |
| Cor                        | ----    | amarelado, esverdeado até marrom, exposta ao ar a cor escurece, aplicando-se sobre uma superfície seca, forma uma película dura de resina |
| Odor                       | ----    | Característico de madeira |
| Densidade                  | g/ml    | 0,912 |
| Índice de refração (40 °C) |         | 1,5 |
| Índice de acidez           | mgKOH/g | O produto não tem composição graxa, quanto maior a acidez, maior a presença de ácidos constituintes                                       |
| Solubilidade em água       | -       | Insolúvel em água |
| MICROBIOLOGIA              |         | |
| Bactérias totais           | g       | <100 / g |
| Fungos e leveduras         | g       | <100 / g |